# 曾文仲
曾文仲（1942年8月13日—），汉族，中华人民共和国政治人物、第九、十、十一届全国政协委员。
曾文仲1942年出生於緬甸，是已故僑領曾紀華長子。1954年，曾文仲到英国北部读中学。1962年9月，曾文仲考入伦敦大学帝国理工学院，学习电机工程。1967年，曾纪华举家迁往香港。
担任香港沿海物业集团有限公司主席。2008年，当选第十一届全国政协委员，代表中华全国归国华侨联合会，分入第二十五组。并担任港澳台侨委员会专委。
2012年12月，曾文仲辭任沿海家園董事會主席兼執行董事的職務。